# Kirksville
Kirksville és una població dels Estats Units a l'estat de Missouri. Segons el cens del 2004 tenia 17.057 habitants.

## Demografia
Segons el cens del 2000, Kirksville tenia 16.988 habitants, 6.583 habitatges, i 2.975 famílies. La densitat de població era de 627,1 habitants per km².
Dels 6.583 habitatges en un 20,8% hi vivien nens de menys de 18 anys, en un 35,1% hi vivien parelles casades, en un 7,8% dones solteres, i en un 54,8% no eren unitats familiars. En el 36,9% dels habitatges hi vivien persones soles l'11,6% de les quals corresponia a persones de 65 anys o més que vivien soles. El nombre mitjà de persones vivint en cada habitatge era de 2,16 i el nombre mitjà de persones que vivien en cada família era de 2,83.
Per edats la població es repartia de la següent manera: un 15,6% tenia menys de 18 anys, un 37,6% entre 18 i 24, un 20,5% entre 25 i 44, un 14,4% de 45 a 60 i un 12% 65 anys o més.
L'edat mediana era de 23 anys. Per cada 100 dones de 18 o més anys hi havia 78,5 homes.
La renda mediana per habitatge era de 22.836 $ i la renda mediana per família de 36.772 $. Els homes tenien una renda mediana de 26.776 $ mentre que les dones 22.309 $. La renda per capita de la població era de 14.388 $. Entorn del 14,4% de les famílies i el 30,6% de la població estaven per davall del llindar de pobresa.

## Poblacions més properes
El següent diagrama mostra les poblacions més properes.